# THC (revista)
THC é uma revista argentina, também publicada no Uruguai, dedicada a notícias relacionadas à cultura canábica. Sua primeira edição foi lançada em 2006. É a primeira revista dedicada a esse tipo de conteúdo na Argentina. 
Na publicação são discutidos temas relacionados à cultura cannábica, como política, legalidade, cultura,  arte, sociedade, cultivo, culinária canábica, redução de danos, outras substâncias psicoactivas e não psicoactivas.
A publicação, como seu nome indica (THC são as siglas de tetra-hidrocanabinol, um dos principais princípios ativos da cannabis), trata amplamente da temática relacionada à cannabis e ao fenômeno sociocultural do uso de substâncias psicoativas. A publicação enfoca a responsabilidade dos usuários, promovendo condutas de redução de danos como o autocultivo de cannabis (que protege a saúde do consumidor e o afasta do narcotráfico) e a busca por políticas de drogas mais humanas, justas e eficazes.
Os temas são abordados por meio de informação objetivas, com enfoque profissional, jornalístico, criativo e responsável. Os realizadores da revista fazem parte de uma equipe multidisciplinar composta por cerca de quarenta pessoas, entre as quais se encontram profissionais de trajetória reconhecida em diferentes meios, como médicos, cientistas e pesquisadores, agrônomos, psiquiatras, sociólogos e juristas. A edição de número 35, intitulada Especial Brasil, aborda o tema no contexto brasileiro.
Seu diretor é Sebastián Basalo. O slogan da publicação é: "A Revista da Cultura Cannábica". Figuras como Moria Casam, Capusotto, Vicentico e Dady Brieva já estiveram na capa da revista.